# Tiro (balística)

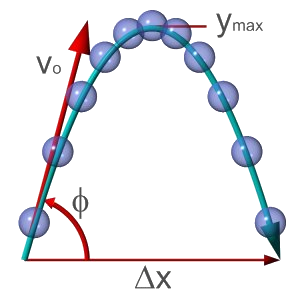
Esquema de um tiro que descreve uma parábola.

Tiro ou disparo é o lançamento de projécteis balísticos. A prática desportiva com projécteis e armas de fogo denomina-se tiro desportivo.
O termo é usado também para outros desportos (por exemplo, futebol ou basquete) para descrever o lançamento da bola em direcção ao alvo (baliza ou cesto, nestes casos) para permitir marcar golos ou pontos. 
Numa situação perfeita, a trajectória descrita pelo projéctil é sempre um arco de parábola, e é completamente determinada pela velocidade inicial do projéctil e o ângulo de lançamento vertical. Novamente, numa situação ideal, para o intervalo inicial (distância horizontal ao ponto de chegada) a velocidade máxima é obtida com um ângulo vertical de 45 graus. Na prática, porém, deve-se também ter em conta o atrito do ar e a força de Coriolis, pois a trajectória real de um projéctil disparado nunca é precisamente a ideal.